# Loi de Wiedemann et Franz

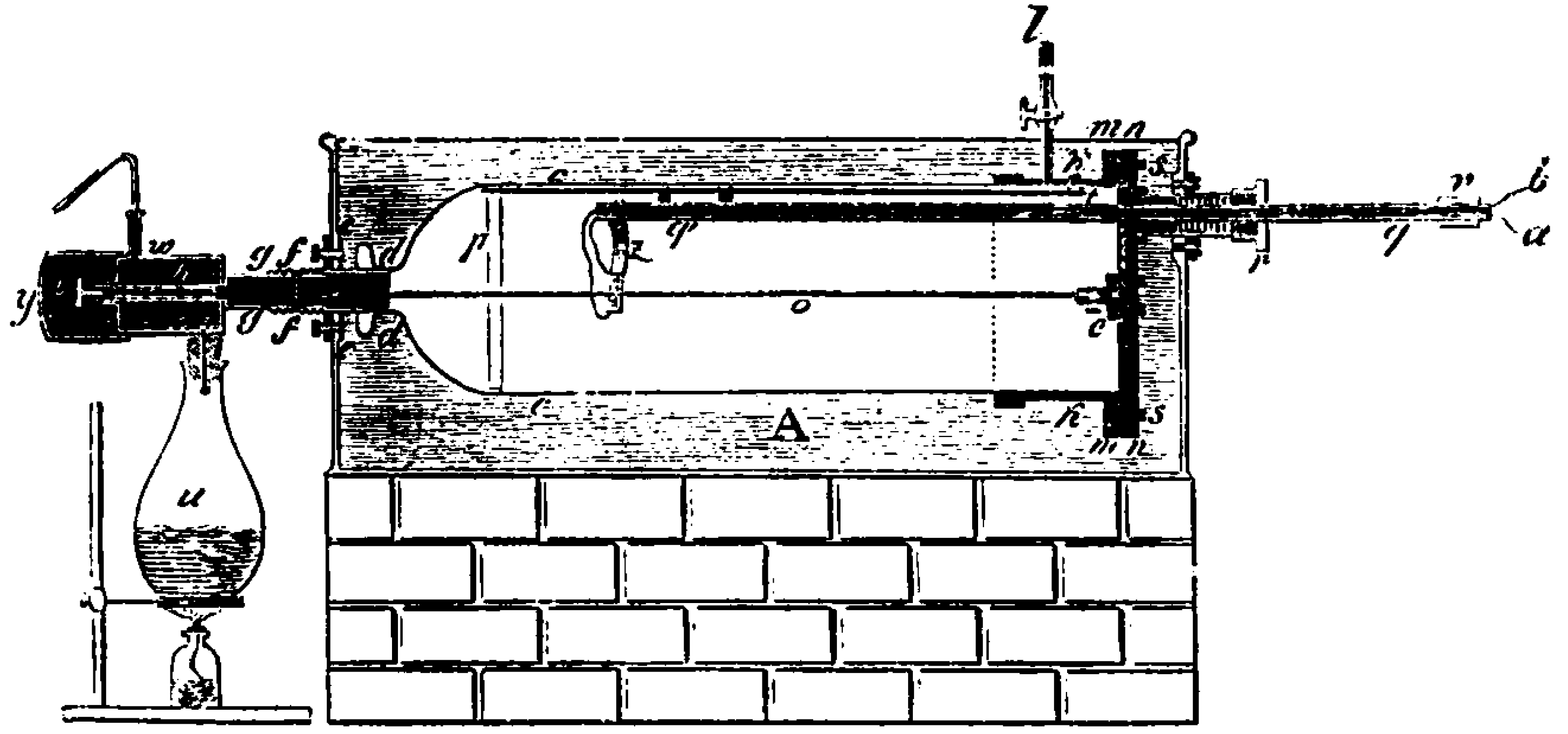
Appareil de l’article original de 1853 dans lequel la loi de Wiedemann-Franz a été établie pour la première fois.

La loi de Wiedemann-Franz est une relation entre la conductivité électrique et la conductivité thermique d'un métal. Elle est nommée d'après le travail de Gustav Heinrich Wiedemann et de Rudolph Franz effectué en 1853.

## Énoncé
Selon la loi de Wiedemann-Franz, dans un métal de conductivité électrique {\displaystyle \sigma } et de conductivité thermique {\displaystyle \kappa }, le rapport
{\displaystyle L={\frac {\kappa }{\sigma T}}={\frac {\pi ^{2}k_{B}^{2}}{3e^{2}}}=2,4428...\times 10^{-8}W\cdot \Omega \cdot K^{-2}}
est dépendant de la température {\displaystyle T}. Il est appelé constante de Lorenz ou rapport de Wiedemann-Franz.
L'origine de ce rapport constant peut s'expliquer qualitativement en notant qu'un électron possède une charge {\displaystyle e} et est soumis à une force électrique de norme {\displaystyle eE}, où {\displaystyle E} désigne le champ électrique. La conductivité électrique d'un métal est donc proportionnelle à {\displaystyle e^{2}}. D'autre part, dans le transport thermique, la capacité calorifique par électron est proportionnelle à {\displaystyle k_{B}T} et la force qui agit sur les électrons est proportionnelle à {\displaystyle k_{B}\nabla T}. La conductivité thermique est donc proportionnelle à {\displaystyle k_{B}^{2}T}. On s'attend donc, selon cet argument qualitatif, à ce que le rapport {\displaystyle \kappa /(\sigma T)} soit proportionnel à {\displaystyle k_{B}^{2}/e^{2}}.
Pour démontrer la loi de Wiedemann-Franz, il est nécessaire d'utiliser l'équation de Boltzmann pour les électrons. On montre que si les électrons sont uniquement diffusés par des impuretés (et donc ne changent pas d'énergie après une collision), la loi de Wiedemann-Franz est valable. Si par contre les électrons interagissent entre eux, ou interagissent avec des phonons, ou plus généralement s'il y a des collisions inélastiques, la loi de Wiedemann-Franz ne s'applique plus. À suffisamment basse température, les collisions avec les impuretés deviennent dominantes dans le transport, et la loi de Wiedemann-Franz est vérifiée.
Cette loi est généralement vérifiée dans des systèmes à des températures cryogéniques et dans quelques systèmes à hautes températures, par exemple dans le dioxyde de vanadium.

### Biographie
- Lev Landau et Evgueni Lifchits, Physique théorique, t. 10 : Cinétique physique [détail des éditions]
- J. M. Ziman Principle of the Theory of Solids (Cambridge University Press)
- M. A. Jones et N. H. March Theoretical Solid State Physics (Dover)